# Хованський Микола Миколайович
Князь Микола Миколайович Хованський (12 грудня 1777 — 2 грудня 1837) — російський командир епохи  наполеонівських воєн, генерал від інфантерії (1828),  білоруський генерал-губернатор (1823-36). Почесний член  Петербурзького університету.

## Біографія
Походить з старовинного княжого роду Хованських, що веде початок від великого князя литовського Гедиміна; онук єлизаветинського придворного Василя Хованського. Брат Олександр — сенатор. Сестра Катерина — дружина сенатора Ю. А. Нелединского.

У трирічному віці записаний до лейб-гвардії, Преображенський полк, і 1 січня 1793 випущений в армію з чином поручика. Підполковником  Таврійського гренадерського полку отримав бойове хрещення  під Аустерліцем в 1805 р. З 23 квітня 1806 — полковник. Воював під Голиміном, в бою під Пройсіш-Ейлау замінив пораненого командира полку і був 26 квітня 1807 нагороджений орденом Св. Георгія 4-го кл. 
|  | В відплата відмінного мужності і хоробрості, наданих в боях проти французьких військ, під Пройсіш-Ейлау, де подавав приклад своїм підлеглим, перебуваючи попереду колони. |

Будучи переведений в Перновський мушкетерський полк, брав участь з ним в бою під Гейльсбергом, через три дні був поранений кулею в ліву руку під Фрідландом. Шефом Дніпровського мушкетерського полку був призначений 27 червня 1807. У 1810 р. з полком взяв участь у російсько-турецькій війні. У числі перших йшов на штурм Базарджіка, прокладаючи шлях іншим військам. 14 червня 1810 року підвищений в генерал-майори. Відзначився під Варною, Шумлу і Батіна, де був поранений кулею в праву ногу.
На початку 1812 р. Дніпровський піхотний полк, командиром якого був Хованський, у складі 2-ї бригади 18-ї піхотної дивізії, входив в корпус С. М. Каменського 3-й Резервної обсерваційної (з 18 вересня 1812, після об'єднання з Дунайської армією — 3-й Західної) армії. Хованський командував також і цією бригадою. З початком військових дій складався то в авангарді, то в ар'єргарді, а після з'єднання з Дунайської армією увійшов до складу головних сил, закінчивши війну в Вільно. У закордонному поході 1813 року командував 12-ї піхотної дивізії, відзначився в Лейпцизькій битві, відбивши у французів поселення Гольцгаузен, захопивши дві гармати і взявши приступом Гримське передмістя, безліч полонених і 27 ящиків з ядрами.

Нагороджений 14 жовтня 1814 орденом Святого Георгія 3-го класу № 381 
|  | В ознаменування відмінної хоробрості в битві проти французьких військ 6 і 7 жовтня 1813 під Лейпцигом. |

 Не менш успішно дивізія Хованського діяла і в 1814 році, борючись під Краоном і біля села Класи. Нагороджений чином генерал-лейтенант 30 серпня 1814 року.
Повернувшись до Росії, командував 23-й піхотною дивізією. 1821 року був уведений в Урядовий Сенат, через два роки став генерал-губернатором Вітебської, Могилевської і Смоленської губерній (див. Веліжська справа, де він був керівником слідчої комісії).
Генералом від інфантерії став 25 серпня 1828 року, через вісім років (1836) став членом Державного Сенату. Брав активну участь у підготовці до відкриття Полоцького кадетського корпусу (1835). Похований у Петербурзі на Тихвінському кладовищі Олександро-Невської лаври.